# Несвіт Володимир Васильович
Володимир Васильович Несвіт (нар. 16 серпня 1948) — український радянський діяч, промисловець, головний інженер металургійних комбінатів, секретар парткому Дніпровського металургійного комбінату імені Дзержинського Дніпропетровської області. Член Ревізійної Комісії КПУ в 1986—1990 роках.

## Біографія
У 1967 році закінчив Дніпродзержинський металургійний технікум Дніпропетровської області.
З 1967 року — третій підручний сталевара, помічник начальника мартенівського цеху № 3 з технології, заступник начальника мартенівського цеху № 3, заступник начальника виробничо-розпорядчого відділу, начальник мартенівського цеху № 3, секретар партійного комітету комбінату, заступник генерального директора з реконструкції та технічного переобладнання, головний сталеплавильник, начальник науково-виробничого об'єднання, 1-й заступник голови правління—головний інженер Дніпровського металургійного комбінату імені Дзержинського міста Дніпродзержинська Дніпропетровської області.
Освіта вища. У 1975 році без відриву від виробництва закінчив Дніпродзержинський індустріальний інститут імені Арсеничева. Член КПРС.
У 2004—2005 роках — головний інженер—генеральний директор Дніпровського металургійного комбінату імені Дзержинського міста Дніпродзержинська Дніпропетровської області.
У 2008—2009 роках — генеральний директор Краматорського металургійного заводу імені Куйбишева Донецької області. У 2009—2014 роках — головний інженер Алчевського металургійного комбінату Луганської області.
З 2014 року — директор Товариства з обмеженою відповідальністю «ДДАП-РАКС» міста Дніпродзержинська (Кам'янське) Дніпропетровської області.

## Нагороди
- ордени
- медалі
- лауреат Державної премії України в галузі науки і техніки (2002)